# Corrado Hérin
Corrado Hérin (ur. 4 sierpnia 1966 w Pollein, zm. 31 marca 2019 w Torgnon) – włoski saneczkarz i kolarz górski, czterokrotny medalista saneczkarskich mistrzostw świata, brązowy medalista mistrzostw świata MTB oraz zdobywca Pucharu Świata MTB i Pucharu Świata w saneczkarstwie na torach naturalnych. Zginął w Dolinie Aosty, w katastrofie samolotu ULM, który sam pilotował.

## Kariera
Pierwszy sukces na międzynarodowej arenie Corrado Hérin osiągnął w 1986 roku, kiedy wspólnie z Almirem Bentempsem zdobył złoty w dwójkach podczas saneczkarskich mistrzostw świata na torze naturalnym w Aoście. Wynik ten Hérin i Bentemps powtórzyli na rozgrywanych sześć lat później mistrzostwach świata w Bad Goisern, a podczas mistrzostw świata w Valle di Casies w 1990 roku zajęli drugie miejsce. Na tej ostatniej imprezie Hérin drugi był także w jedynkach, ulegając jedynie Gerhardowi Pilzowi z Austrii. Ponadto duet Hérin/Bentemps zwyciężył w klasyfikacji generalnej dwójek Pucharu Świata w saneczkarstwie na torach naturalnych w sezonie 1994/1994.
Równocześnie Włoch startował także w kolarstwie górskim. Na rozgrywanych w 1994 roku mistrzostwach świata w Vail zdobył brązowy medal w downhillu, przegrywając tylko z Francuzem François Gachetem i Tommym Johanssonem ze Szwecji. Czterokrotnie zdobywał medale na mistrzostwach Europy, w tym srebrne w latach 1997, 1998 i 2001 oraz brązowy w 1994 roku. Ponadto w sezonie 1997 Corrado Hérin zwyciężył w klasyfikacji generalnej downhillu Pucharu Świata w kolarstwie górskim. Nigdy nie wystąpił na igrzyskach olimpijskich.